# تسی سانتیاگو
تسی ماری سانتیاگو (انگلیسی: Tessie Marie Santiago؛ زادهٔ ۱۰ اوت ۱۹۷۵) بازیگر اهل ایالات متحده آمریکا است. وی از سال ۱۹۹۹ میلادی تاکنون مشغول فعالیت بوده‌است. 

## زندگی‌نامه
او دانش‌آموختهٔ دانشکده سینما و تلویزیون آکادمی هنرهای نمایشی در پراگ است.

## گزیده فیلمشناسی
از فیلم‌ها یا برنامه‌های تلویزیونی که وی در آن نقش داشته‌است، می‌توان به سلول ۲، زندگی مخفی نوجوان آمریکایی، ویوو، شهبانوی شمشیرها، زیاد ذوق‌زده نشو، بیزاردوارک و رسوایی اشاره کرد.